# John Vrooman Wehausen
John Vrooman Wehausen (Duluth, 23 de setembro de 1913 — 6 de outubro de 2005) foi um matemático aplicado estadunidense. É considerado um pioneiro e pesquisadores de maiores realizações no campo da hidrodinâmica marinha.

## Publicações selecionadas
- Wehausen, J. V. & Laitone, E. V. (1960),  Flügge, S. & Truesdell, C., eds., «Surface Waves», Springer Verlag, Encyclopaedia of Physics, 9: 446–778, consultado em 4 de fevereiro de 2013, cópia arquivada em 21 de maio de 2013
- Wehausen, J. V. (1971), «The Motion of Floating Bodies», Annual Review of Fluid Mechanics, 3: 237–268, Bibcode:1971AnRFM...3..237W, doi:10.1146/annurev.fl.03.010171.001321
- Wehausen, J. V. (1973), «The wave resistance of ships», Advances in Applied Mechanics, 13: 93–245